# Oršanka
Oršanka (in russo Оршанка?; in lingua mari: Оршанке) è un insediamento di tipo urbano, centro amministrativo del distretto Oršanskij della Repubblica dei Mari, in Russia. Fondata nel 1820, ha ottenuto lo status di insediamento di tipo urbano nel 1975. Nel 2023 contava 5 501 abitanti. La cittadina si trova 32 km a nord della capitale Joškar-Ola. La strada federale P176 «Vyatka» passa attraverso Oršanka.